# Colisão de trens no Metrô da Cidade do México de 1975
A colisão de trens no Metrô da Cidade do México de 1975 foi um acidente ferroviário ocorrido na segunda-feira, 20 de outubro desse ano, por volta das 09:40 (UTC -6). O incidente ocorreu na estação Viaducto da Linha 2 do Sistema de Transporte Colectivo e teve como consequência a morte de ao menos 31 pessoas e 70 feridos. Foi o acidente mais mortífero desse sistema de transporte. A partir desse ocorrido foi instalado o sistema de piloto automático na rede.

## Detalhes
Às 9:36 horas, o comboio modelo MP-68 com o número 10, havia saído da estação Chabacano, que à época só servia à Linha 2; já não se considerava hora de pico e o comboio transportava entre 130 e 140 pessoas aproximadamente. Na estação Viaducto o comboio número 8 do mesmo modelo encontrava-se estacionado à espera de sua saída. Às 9:40, o comboio número 10 estava muito próximo da estação Viaducto, ainda sem que o comboio 8 partisse. O comboio 10 que chegava à estação se chocou contra o comboio 8, que se encontrava estacionado, a aproximadamente 70 km/h. Os carros motores dos comboios foram destruídos, enquanto os carros restantes sofreram danos moderados (e ainda que puderam ser reconstruídos já não puderam funcionar efetivamente). Os passageiros de cada comboio (130, supostamente) ficaram presos dentro dos vagões. As instalações da estação apresentaram danos severos, que foram consertados posteriormente. Morreram um total de 31 pessoas e 70 ficaram feridas, algumas gravemente.
O condutor sobrevivente do comboio 10, identificado como Carlos Fernández Sánchez foi destituído de seu cargo e sentenciado a dez anos de prisão devido a sua negligência, já que segundo testemunhas, lhe tinha sido ordenado reduzir a marcha do comboio com antecipação. O condutor, por sua vez, afirmou não ter conseguido escutar tais ordens.

## Conspirações
Versões não oficiais do acidente qualificaram o facto como uma sabotagem: declarou-se que o acidente havia sido planejado como uma mensagem para o então Presidente do México, Luis Echeverría Álvarez, para que lhe fosse obrigado a instalação de sistemas de piloto automático, já que até então nenhum comboio o possuía. Também se declarou que não se pretendia sacrificar os passageiros, somente exortar à instalação desses sistemas. Estas declarações nunca puderam ser confirmadas.